# ButanGas
ButanGas este o companie distribuitoare de gaz petrolier lichefiat.
Grupul Butan Gas are activități în Albania, Austria, Bulgaria, Germania, Grecia, Italia, Maroc, Polonia și Serbia-Muntenegru.
Grupul a fost înființat în anul 1948 de omul de afaceri român Iosif Constantin Drăgan, iar din anul 2001, Iosif Constantin Drăgan i-a cedat conducerea operațiunilor soției lui.
În anul 2008, grupul rula afaceri de un miliard de euro la nivel internațional.
Cifra de afaceri în 2009: 530 milioane euro

## ButanGas în România
În anul 2007, compania era lider pe piața distribuției de propan din România, cu o cotă de 35%, care reprezenta 50.000 de tone anual.
În iulie 2010, ButanGas a achiziționat 90% din pachetul de acțiuni al Romconstruct Top Constanța, producător de energie electrică cu afaceri de 1,7 milioane RON în anul 2008.
Cifra de afaceri:
- 2007: 68,3 milioane euro[2]
- 2006: 55,6 milioane euro[6]